# Zuid-Thürings voetbalkampioenschap 1926/27
In 1926/27 werd het achtste voetbalkampioenschap van Zuid-Thüringen gespeeld, dat georganiseerd werd door de Midden-Duitse voetbalbond. 
SC 06 Oberlind werd kampioen en plaatste zich voor de Midden-Duitse eindronde. De club versloeg FC Preußen 1909 Langensalza, Erfurter SC 95 en Sportfreunde Halle. In de halve finale verloor de club van VfB Leipzig.  

## Gauliga
| Plaats | Club                     | Wed. | W  | G | V  | Saldo | Ptn.  |
| ------ | ------------------------ | ---- | -- | - | -- | ----- | ----- |
| 1.     | SC 06 Oberlind           | 18   | 14 | 2 | 2  | 69:27 | 30:6  |
| 2.     | 1. SC Sonneberg 04       | 18   | 12 | 2 | 4  | 38:23 | 26:10 |
| 3.     | VfB 1907 Coburg          | 18   | 11 | 1 | 6  | 67:38 | 23:13 |
| 4.     | SV 1907 Neustadt/Coburg  | 18   | 9  | 4 | 5  | 48:31 | 22:14 |
| 5.     | SV 1908 Steinach         | 18   | 9  | 1 | 8  | 50:52 | 19:17 |
| 6.     | 1. FC 07 Lauscha         | 18   | 7  | 4 | 7  | 35:33 | 18:18 |
| 7.     | SC 1903 Eisfeld          | 18   | 7  | 3 | 8  | 29:33 | 17:19 |
| 8.     | Sportring 1910 Sonneberg | 18   | 2  | 5 | 11 | 16:36 | 9:27  |
| 9.     | SpVgg Neuhaus-Igelshieb  | 18   | 2  | 5 | 11 | 22:57 | 9:27  |
| 10.    | FC Viktoria 1909 Coburg  | 18   | 3  | 1 | 14 | 24:68 | 7:29  |

|  | Kampioen, geplaatst voor Midden-Duitse eindronde |
|  | Degradatie                                       |